# Stazione di Bari Palese
Stazione di Bari Palese vasútállomás Olaszországban, Bari településen.

## Vasútvonalak
Az állomást az alábbi vasútvonalak érintik:
- Ferrovie del Nord Barese

## Kapcsolódó állomások
A vasútállomáshoz az alábbi állomások vannak a legközelebb:
- Stazione di Fesca-San Girolamo
- Stazione di Bari Macchie